# Palniella
Palniella is een geslacht van hooiwagens uit de familie Sclerosomatidae.
De wetenschappelijke naam Palniella is voor het eerst geldig gepubliceerd door Roewer in 1929. 

## Soorten
Palniella is monotypisch en omvat slechts de volgende soort:
- Palniella virididorsata